# يونيفرسيتي سيتي
يونيفرسيتي سيتي (ميزوري) (بالإنجليزية: University City, Missouri)‏ هي مدينة تقع في الولايات المتحدة في مقاطعة سانت لويس، ميزوري. يقدر عدد سكانها بـ 35,371 نسمة ومساحتها 15.28 كم2 وترتفع عن سطح البحر 161 متر.

## التركيبة السكانية
قام مكتب تعداد الولايات المتحدة بتحديد بيانات التركيبة السكانية ليونيفرسيتي سيتيفي تعداد الولايات المتحدة. في ما يلي، التركيبة السكانية حسب تعدادي 2000 و2010.

### تعداد عام 2000
بلغ عدد سكان يونيفرسيتي سيتي 37,428 نسمة بحسب تعداد عام 2000، وبلغ عدد الأسر 16,453 أسرة وعدد العائلات 9,114 عائلة مقيمة في المدينة.
وتوزع التركيب العرقي للمدينة بنسبة 49.26% من البيض و 0.16% من الأمريكيين الأصليين و 2.85% من الأمريكيين ذوي الأصول الآسيوية و 0.03% من سكان جزر المحيط الهادئ و 45.35% من الأمريكيين الأفارقة و 1.80% من عرقين مختلطين أو أكثر.
بلغ عدد الأسر 16,453 أسرة كانت نسبة 23.7% منها لديها أطفال تحت سن الثامنة عشر تعيش معهم، وبلغت نسبة الأزواج القاطنين مع بعضهم البعض 36.3% من أصل المجموع الكلي للأسر، ونسبة 16.3% من الأسر كان لديها معيلات من الإناث دون وجود شريك، وكانت نسبة 44.6% من غير العائلات. تألفت نسبة 34.2% من أصل جميع الأسر من أفراد ونسبة 10.2% كانوا يعيش معهم شخص وحيد يبلغ من العمر 65 عاماً فما فوق. وبلغ متوسط حجم الأسرة المعيشية 2.96، أما متوسط حجم العائلات فبلغ 2.25.
بلغ العمر الوسطي للسكان 35 عاماً. وكانت نسبة 21.8% من القاطنين تحت سن الثامنة عشر، وكانت نسبة 11.3% بين الثامنة عشر والأربعة وعشرون عاماً، ونسبة 31.1% كانت واقعةً في الفئة العمرية ما بين الخامسة والعشرون حتى والأربعة وأربعون عاماً، ونسبة 22.4% كانت ما بين الخامسة والأربعون حتى الرابعة والستون، ونسبة 13.3% كانت ضمن فئة الخامسة والستون عاماً فما فوق. يوجد لكل 100 أنثى 84.1 ذكر، ويوجد لكل 100 أنثى في الثامنة عشر من عمرها فما فوق 80.1 ذكر.
بلغ متوسط دخل الأسرة في المدينة 75,902 دولار، أما متوسط دخل العائلة فبلغ 90,539 دولار. وكان متوسط دخل الذكور 55,588 دولار مقابل 45,440 دولار للإناث. وسجل دخل الفرد الخاص بالمدينة 26,901 دولار. وكانت نسبة 9.5% من العائلات ونسبة 14.7% من السكان تحت خط الفقر، وكان من هؤلاء نسبة 19.1% تحت سن الثامنة عشر ونسبة 12.1% في الخامسة والستين من العمر وما فوق.

### تعداد عام 2010
بلغ عدد سكان يونيفرسيتي سيتي 35,371 نسمة بحسب تعداد عام 2010، وبلغ عدد الأسر 16,154 أسرة وعدد العائلات 8,484 عائلة مقيمة في المدينة. في حين سجلت الكثافة السكانية 5,995.1 نسمة لكل ميل مربع (2,314.7/كم2). وبلغ عدد الوحدات السكنية 18,021 وحدة بمتوسط كثافة قدره 3,054.4 لكل ميل مربع (1,179.3/كم2).
وتوزع التركيب العرقي للمدينة بنسبة 50.8% من البيض و 0.3% من الأمريكيين الأصليين و 4.3% من الأمريكيين ذوي الأصول الآسيوية و 41.1% من الأمريكيين الأفارقة و 2.7% من عرقين مختلطين أو أكثر.
بلغ عدد الأسر 16,154 أسرة كانت نسبة 23.8% منها لديها أطفال تحت سن الثامنة عشر تعيش معهم، وبلغت نسبة الأزواج القاطنين مع بعضهم البعض 33.8% من أصل المجموع الكلي للأسر، ونسبة 15.0% من الأسر كان لديها معيلات من الإناث دون وجود شريك، بينما كانت نسبة 3.7% من الأسر لديها معيلون من الذكور دون وجود شريكة وكانت نسبة 47.5% من غير العائلات. تألفت نسبة 36.5% من أصل جميع الأسر من أفراد ونسبة 12.7% كانوا يعيش معهم شخص وحيد يبلغ من العمر 65 عاماً فما فوق. وبلغ متوسط حجم الأسرة المعيشية 2.90، أما متوسط حجم العائلات فبلغ 2.18.
بلغ العمر الوسطي للسكان 37.4 عاماً. وكانت نسبة 19.5% من القاطنين تحت سن الثامنة عشر، وكانت نسبة 11.3% بين الثامنة عشر والأربعة وعشرون عاماً، ونسبة 28.5% كانت واقعةً في الفئة العمرية ما بين الخامسة والعشرون حتى والأربعة وأربعون عاماً، ونسبة 24.7% كانت ما بين الخامسة والأربعون حتى الرابعة والستون، ونسبة 16% كانت ضمن فئة الخامسة والستون عاماً فما فوق. وتوزع التركيب الجنسي للسكان بنسبة 46.6% ذكور و53.4% إناث.